# Étendard royal du Royaume-Uni

Étendard royal du Royaume-Uni.

L'étendard royal du Royaume-Uni est le drapeau personnel du monarque du Royaume-Uni. Il en existe deux versions : une utilisée en Angleterre, au pays de Galles et également en Irlande du Nord et une autre utilisée en Écosse.
L'étendard royal est hissé quand le monarque réside dans une des résidences royales. Quand l'Union Jack flotte sur le palais de Buckingham, le château de Windsor ou Sandringham House, c'est que le monarque n'y est pas en résidence. L'étendard royal peut également flotter sur n'importe quel bâtiment, officiel ou privé, pendant une visite du monarque ; et il peut également flotter sur la voiture officielle du monarque (actuellement la Bentley State Limousine) quand le monarque est à bord. L'étendard royal était également utilisé sur le yacht royal quand celui-ci était en service et que le monarque était à bord.
À la différence de l'Union Jack, l'étendard royal n'est jamais mis en berne au décès du monarque, car la couronne passant immédiatement à son successeur, il y a toujours un monarque sur le trône. L'étendard royal est aussi utilisé pour couvrir le cercueil d'un monarque décédé.

## Étendards du monarque

### Angleterre, pays de Galles et Irlande du Nord
En Angleterre, au pays de Galles, en Irlande du Nord ainsi qu'en dehors du Royaume-Uni, l'étendard royal se divise en quatre quarts : le premier et le quatrième portent les armoiries de l'Angleterre, le deuxième les armoiries de l'Écosse et le troisième les armoiries de l'Irlande.
Cette version de l'étendard royal date du règne de la reine Victoria. Auparavant l'étendard royal portait également les armoiries de Hanovre et de France, représentant l'union personnelle entre le Royaume-Uni et le royaume de Hanovre ainsi que la revendication anglaise du trône français.

### Écosse
En Écosse, une autre version de l'étendard royal est utilisée, où les armoiries de l'Écosse occupent les premier et quatrième quarts et celles d'Angleterre le deuxième quart.
L'étendard royal d'Écosse était utilisé par les rois d'Écosse du XIIe siècle jusqu'à l'Union des Couronnes de 1603. Aujourd'hui, il flotte sur les résidences royales de Holyrood et Balmoral lorsque le monarque en est absent.
En 2022, la version de l'étendard avec les armoiries de l'Écosse dans les premier et quatrième quarts est utilisé pour couvrir le cercueil de la reine Élisabeth II lors de la veillée dans la cathédrale Saint-Gilles d'Édimbourg ; le cercueil est ensuite transféré vers l'Angleterre et la version écossaise de l'étendard est immédiatement remplacée par la version anglaise.

## Étendards de la famille royale

### Prince de Galles
| Étendard | Utilisation                   | Description |
| -------- | ----------------------------- | --- |
|          | Angleterre et Irlande du Nord | L'étendard royal du Royaume-Uni avec un lambel blanc à trois pendants et, au centre, les armes de la principauté de Galles. |
|          | Écosse                        | L'étendard royal d'Écosse avec un lambel bleu à trois pendants.                                                             |
|          | Écosse                        | Bannière basée sur deux titres de l'héritier du trône : duc de Rothesay et seigneur des Îles.                               |
|          | Pays de Galles                | Armoiries de la principauté de Galles.                                                                                      |
|          | Cornouailles                  | Armoiries du duc de Cornouailles.                                                                                           |

### Princes et princesses de sang royal
| Étendard | Membre de la famille royale | Description                                                                         |
| -------- | --------------------------- | ----------------------------------------------------------------------------------- |
|          | Andrew, duc d'York          |                                                                                     |
|          | Edward, duc d’Édimbourg     |                                                                                     |
|          | Anne, princesse royale      |                                                                                     |
|          | William, duc de Cambridge   | Jusqu'à la mort d'Élisabeth II (2022), après quoi William devient prince de Galles. |
|          | Henry, duc de Sussex        |                                                                                     |
|          | Princesse Beatrice d'York   |                                                                                     |
|          | Princesse Eugenie d'York    |                                                                                     |
|          | Richard, duc de Gloucester  |                                                                                     |
|          | Edward, duc de Kent         |                                                                                     |
|          | Prince Michael de Kent      |                                                                                     |
|          | Princesse Alexandra         |                                                                                     |

### Consorts du monarque
| Étendard | Consort                                                      | Détails |
| -------- | ------------------------------------------------------------ | ------- |
|          | Reine Camilla Consort de Charles III (2022–)                 |         |
|          | Philip d’Édimbourg Consort d'Élisabeth II (1952–2021)        |         |
|          | Reine Elizabeth Consort de George VI (1936–2002)             |         |
|          | Reine Mary Consort de George V (1910–1953)                   |         |
|          | Reine Alexandra Consort d'Édouard VII (1901–1925)            |         |
|          | Albert de Saxe-Cobourg-Gotha Consort de Victoria (1857–1861) |         |
|          | Reine Adélaïde Consort de Guillaume IV (1830–1849)           |         |

### Autres membres de la famille royale
| - Variante écossaise |

Les autres membres de la famille royale utilisent l'étendard royal du Royaume-Uni avec une bordure d'hermine.

## Galerie

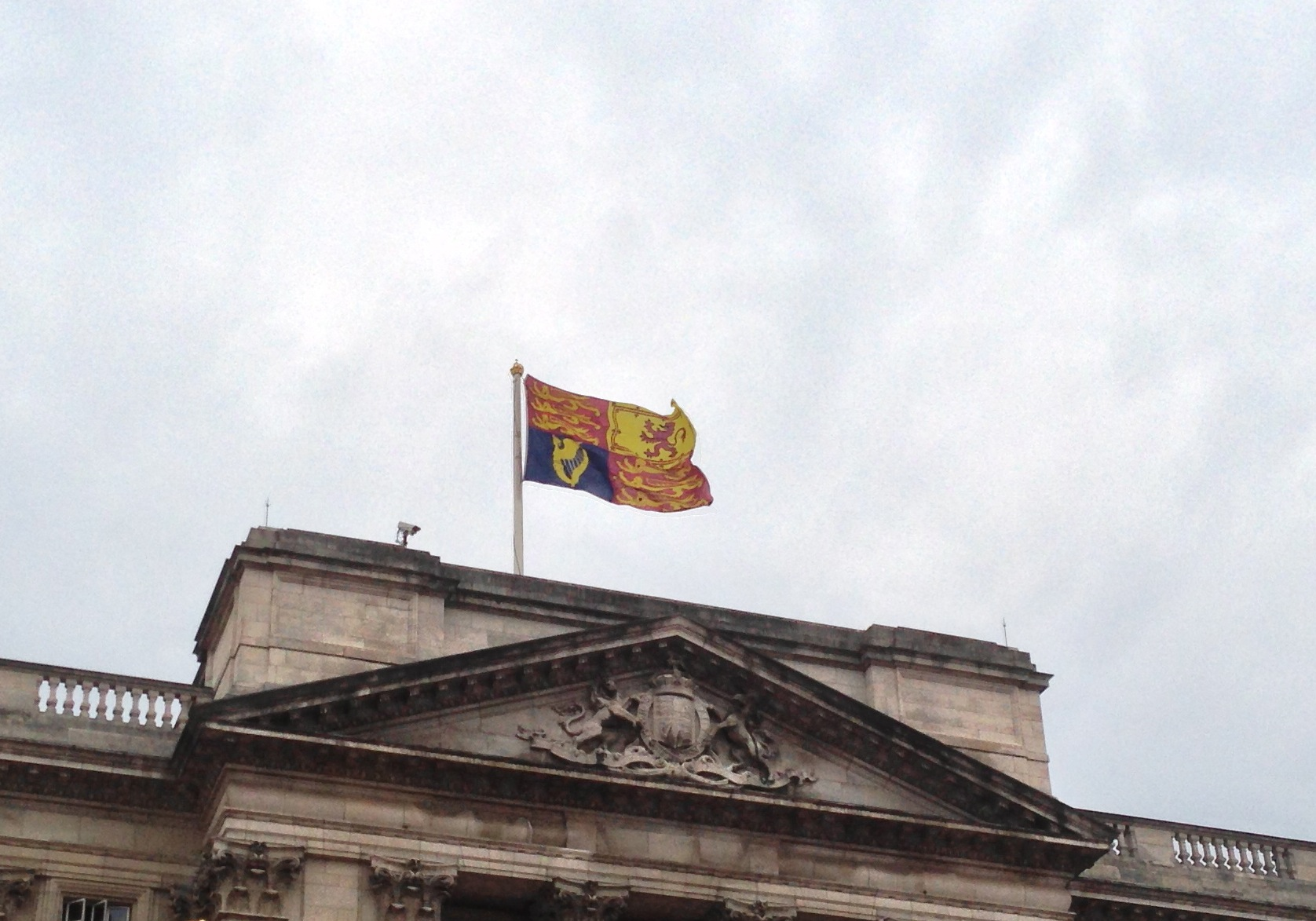
L'étendard royal sur le palais de Buckingham (2012).
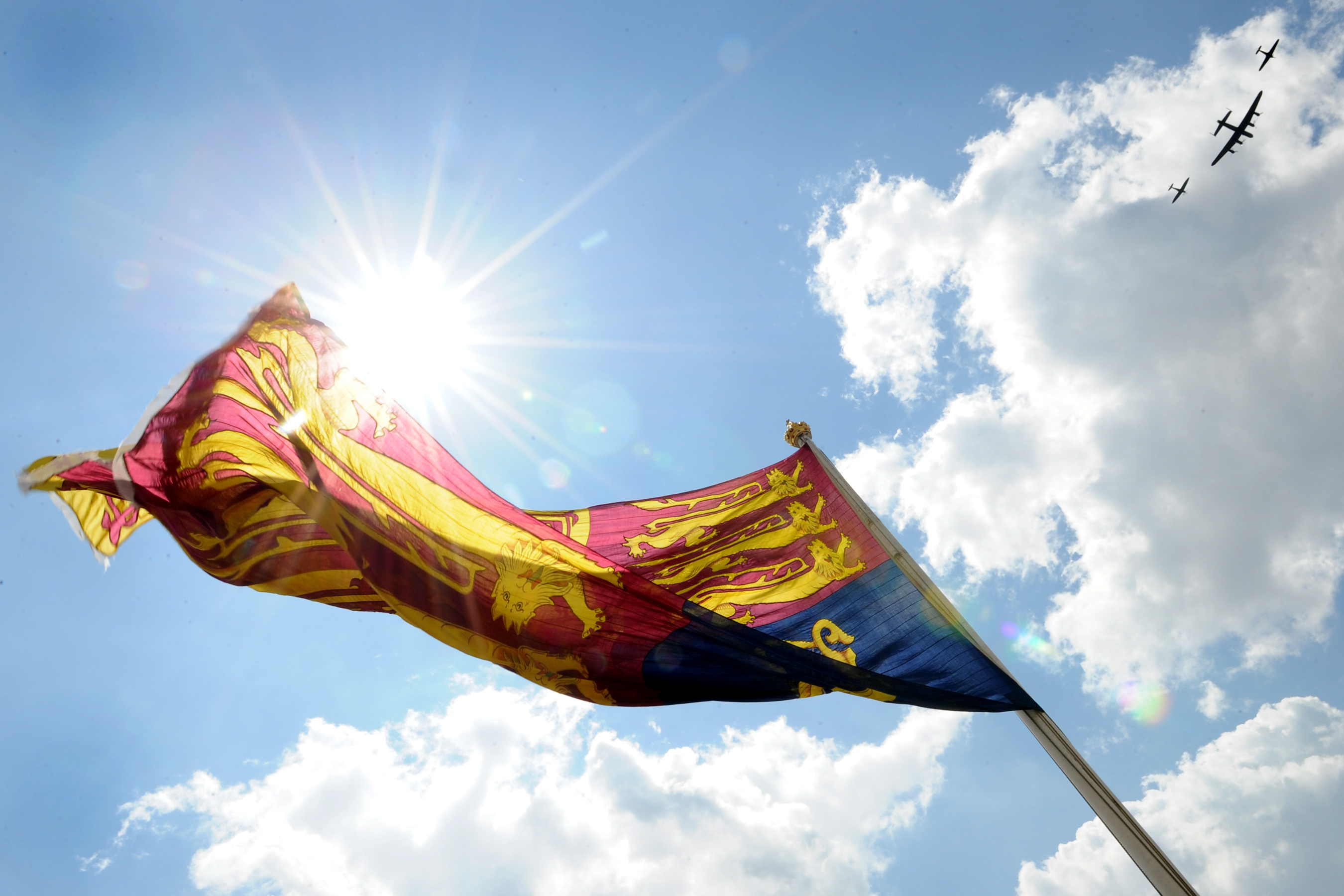
L'étendard royal sur le palais de Buckingham avec le Battle of Britain Memorial Flight (en) (2007).
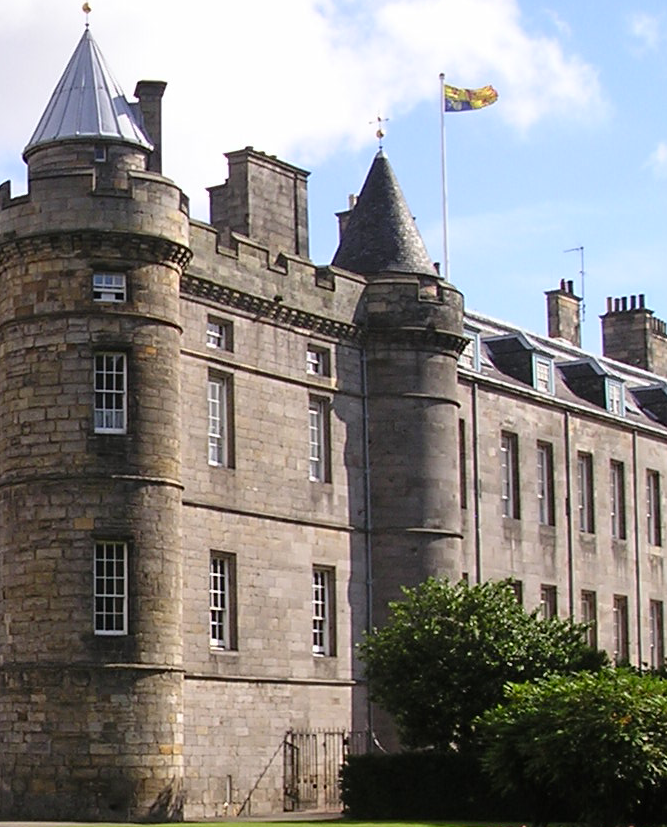
L'étendard royal (version Écosse) sur le Palais de Holyrood (2007).
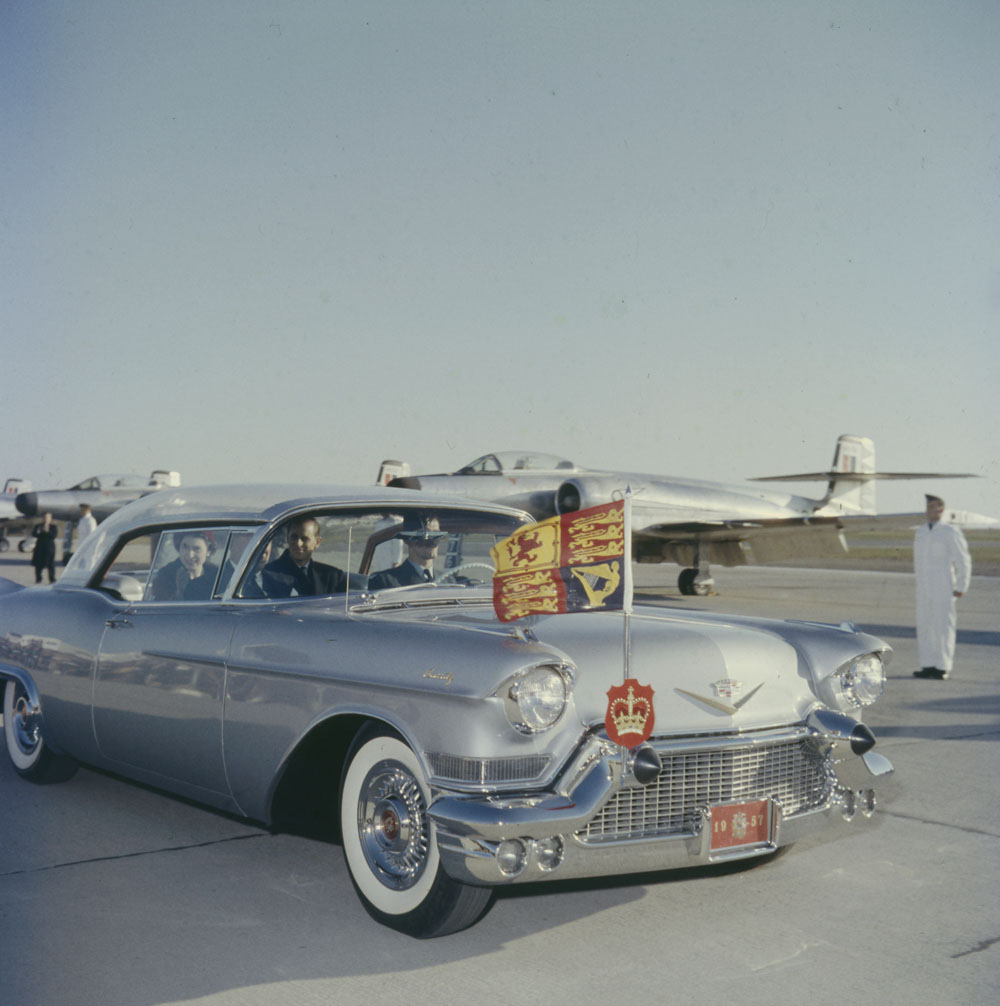
L'étendard royal sur la limousine de la reine Élisabeth II (Ottawa, 1957).
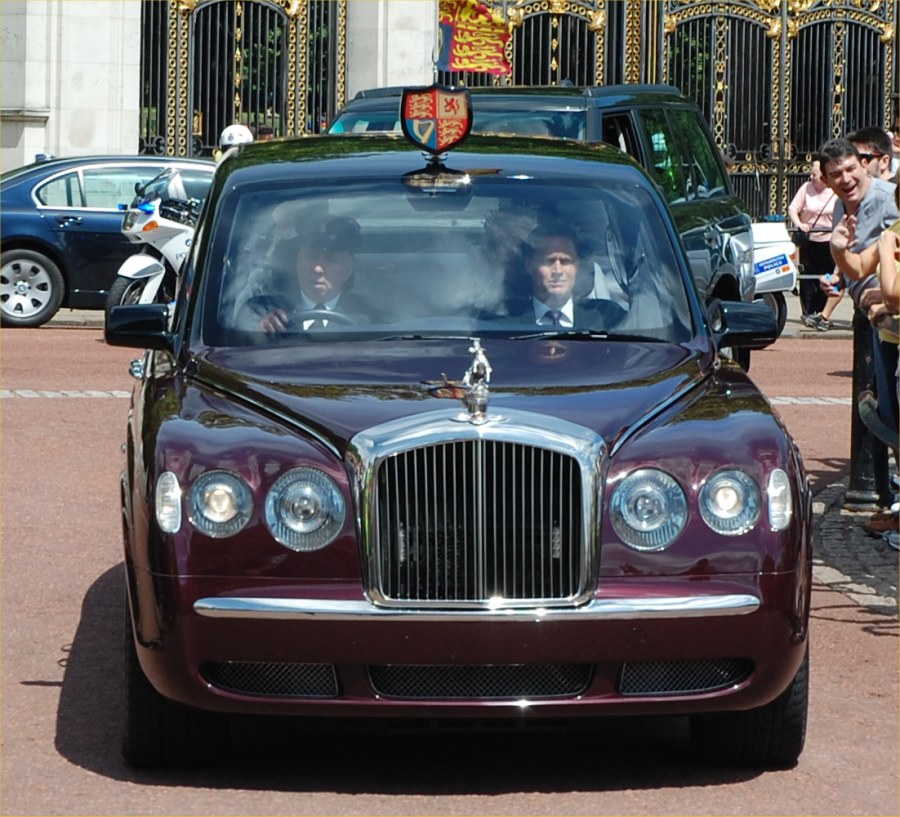
L'étendard royal sur la Bentley State Limousine (Londres, 2008).
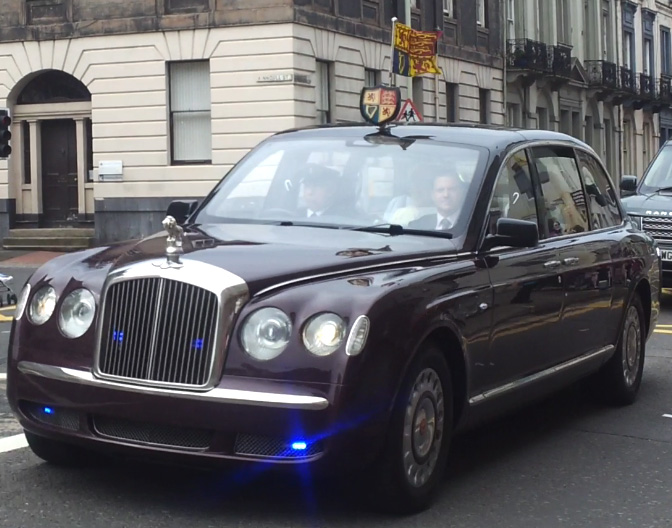
L'étendard royal (version Écosse) sur la Bentley State Limousine (Perth, 2008).
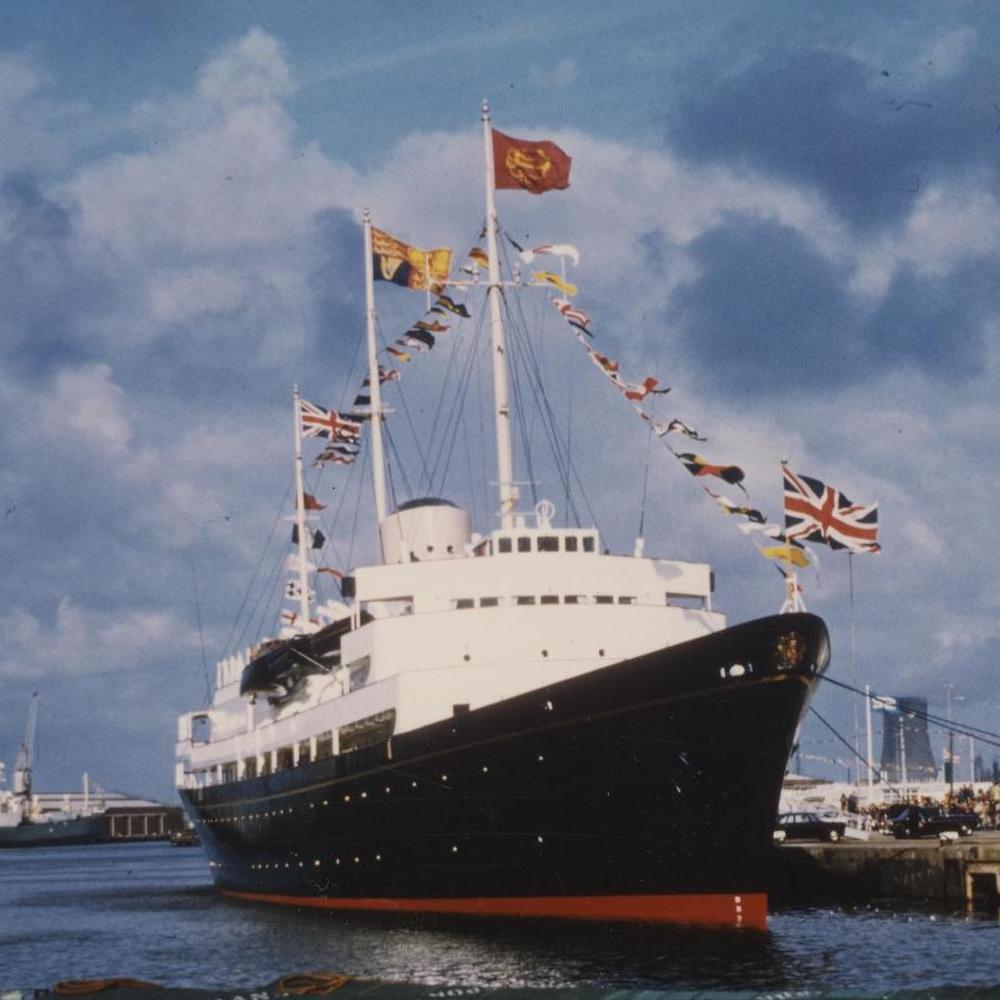
L'étendard royal sur le Britannia, le yacht royal (Kingston upon Hull, 1977).
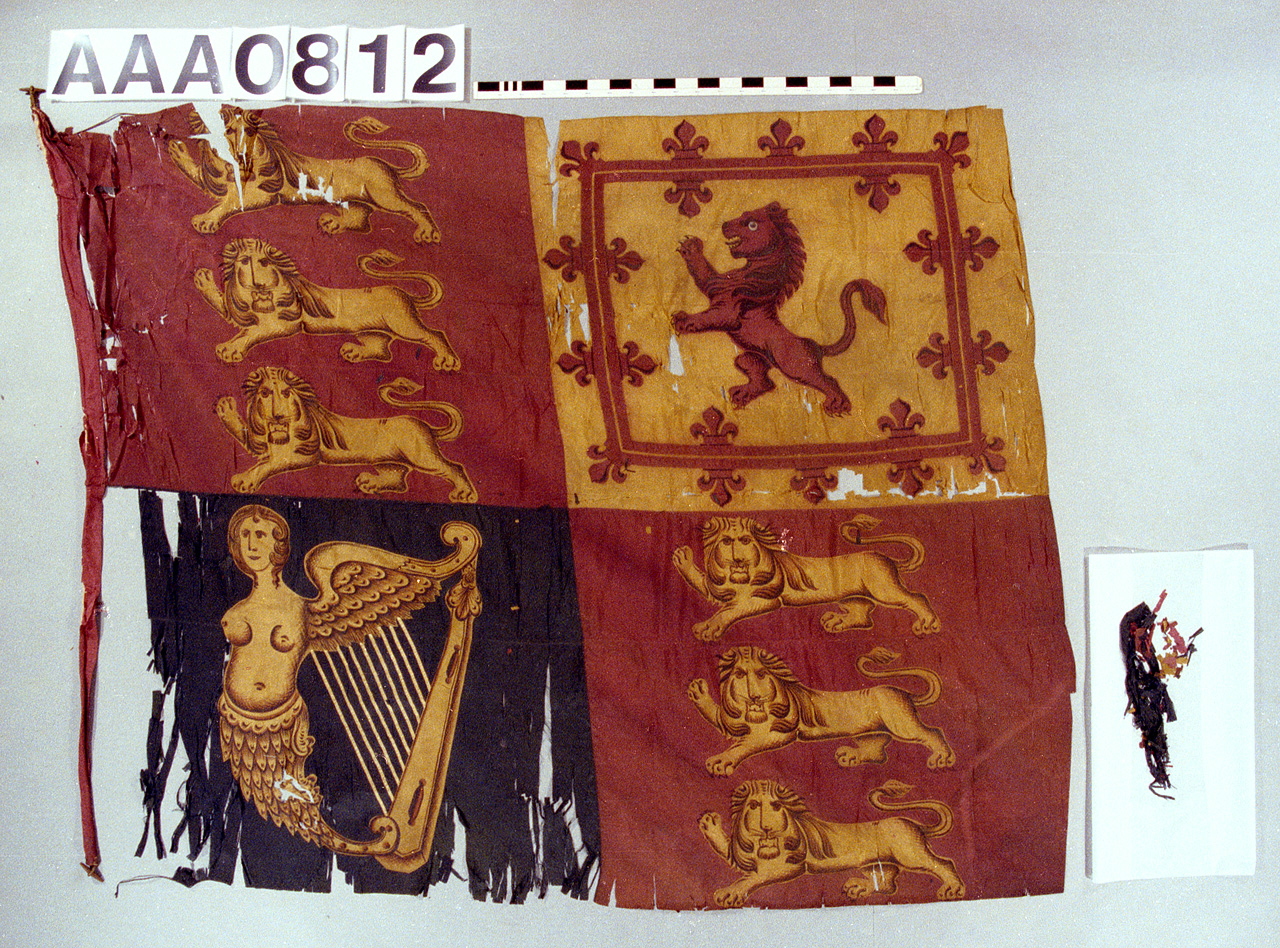
Exemplaire du XIXe siècle utilisé pour la barge royale Prince Frederic (National Maritime Museum).
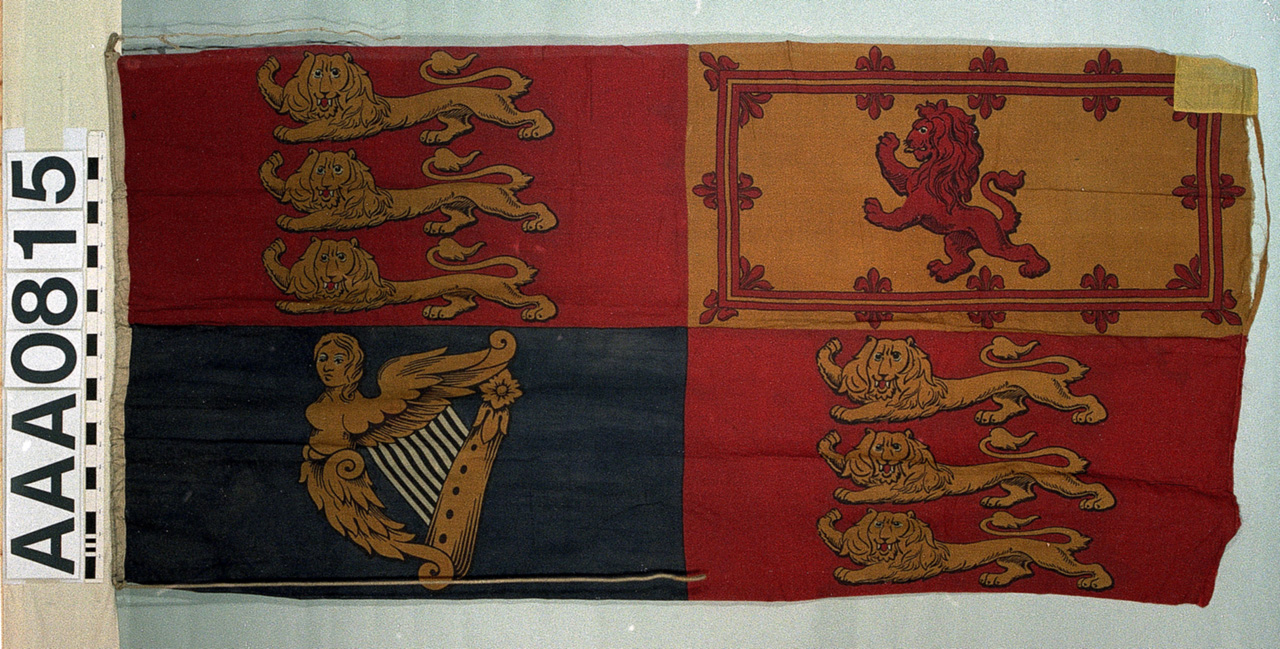
Exemplaire de la fin de l'époque victorienne (vers 1900, National Maritime Museum).
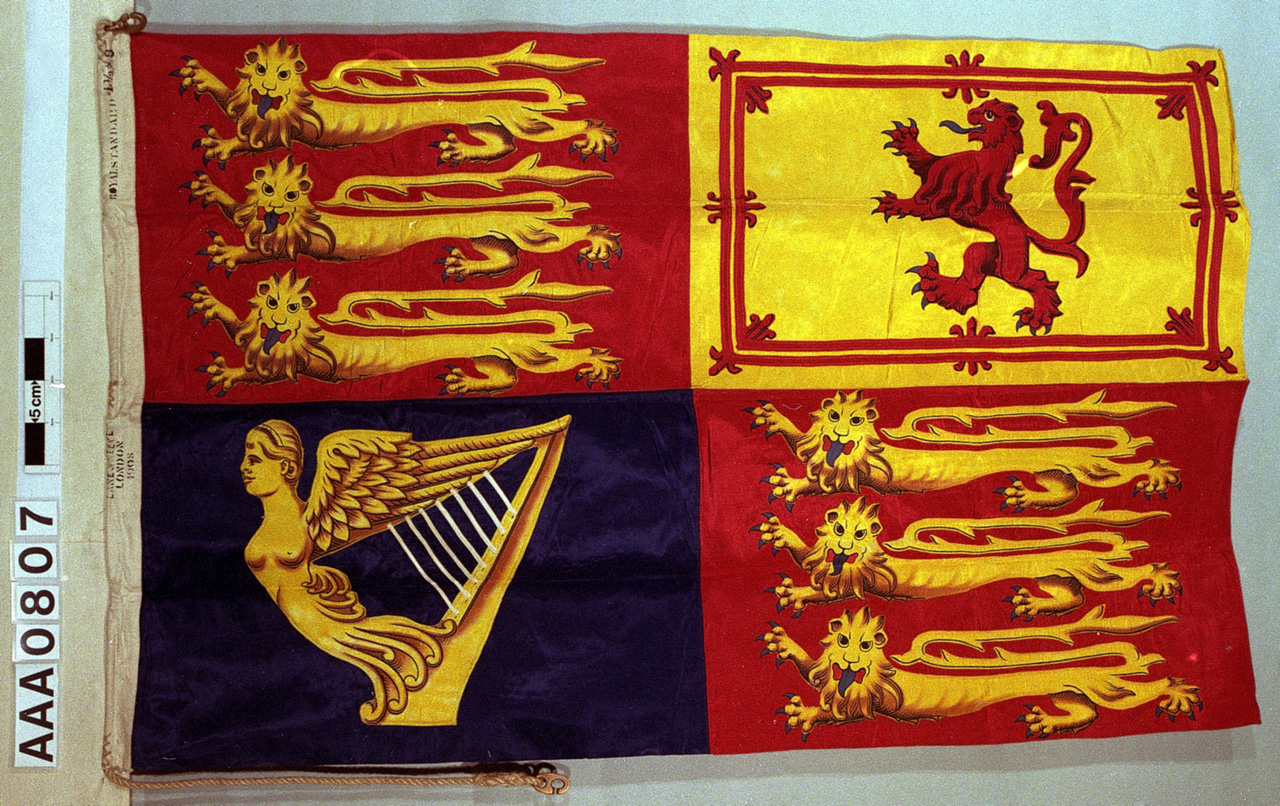
Exemplaire fabriqué en 1907 et utilisé pour le yacht royal HMY Alberta (en) (National Maritime Museum).
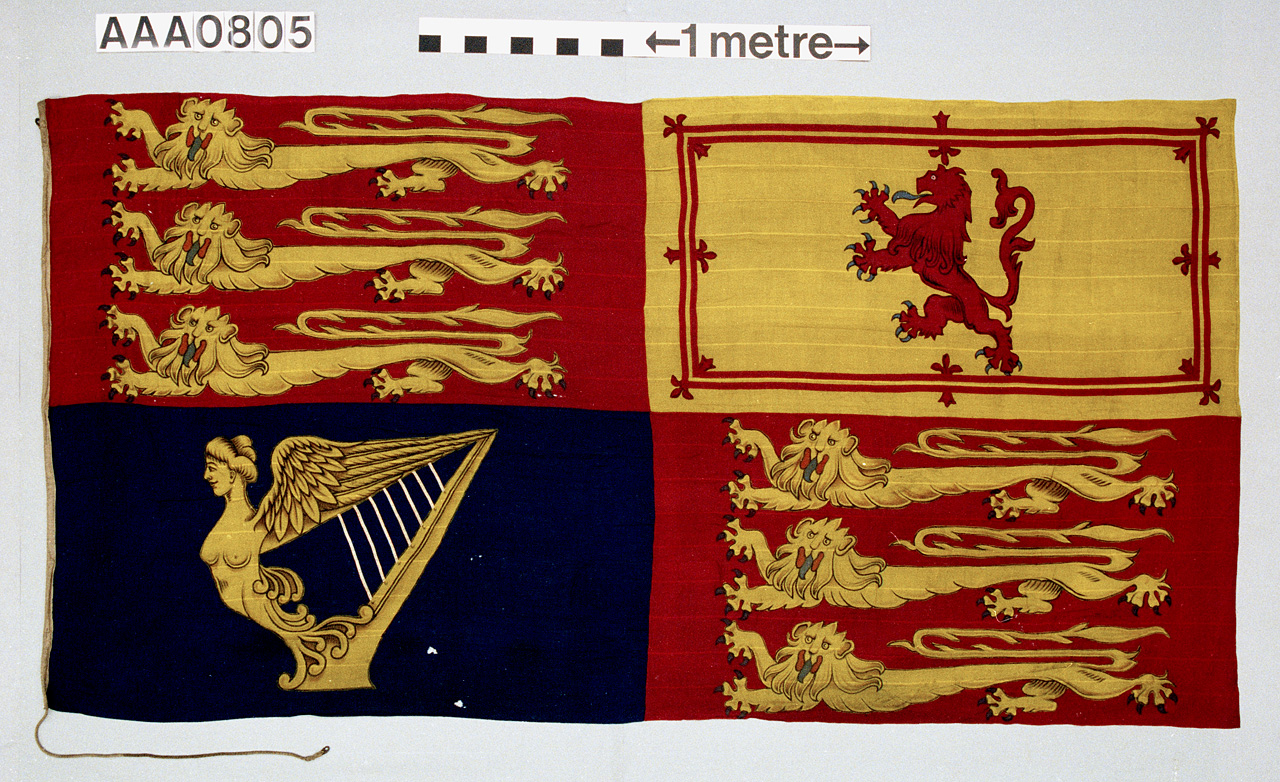
Exemplaire de 1933 (National Maritime Museum).
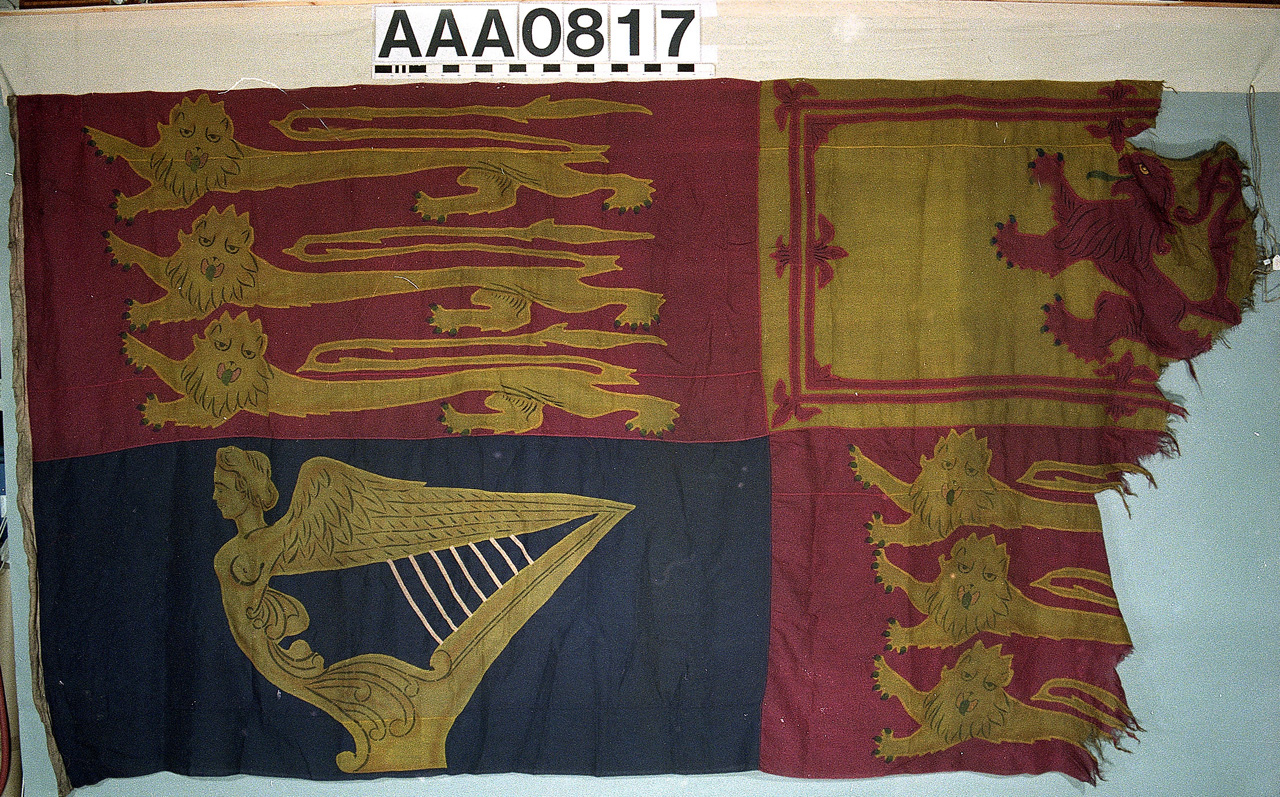
Exemplaire utilisé pour la visite royale à l'HMS Vanguard en 1947 (National Maritime Museum).
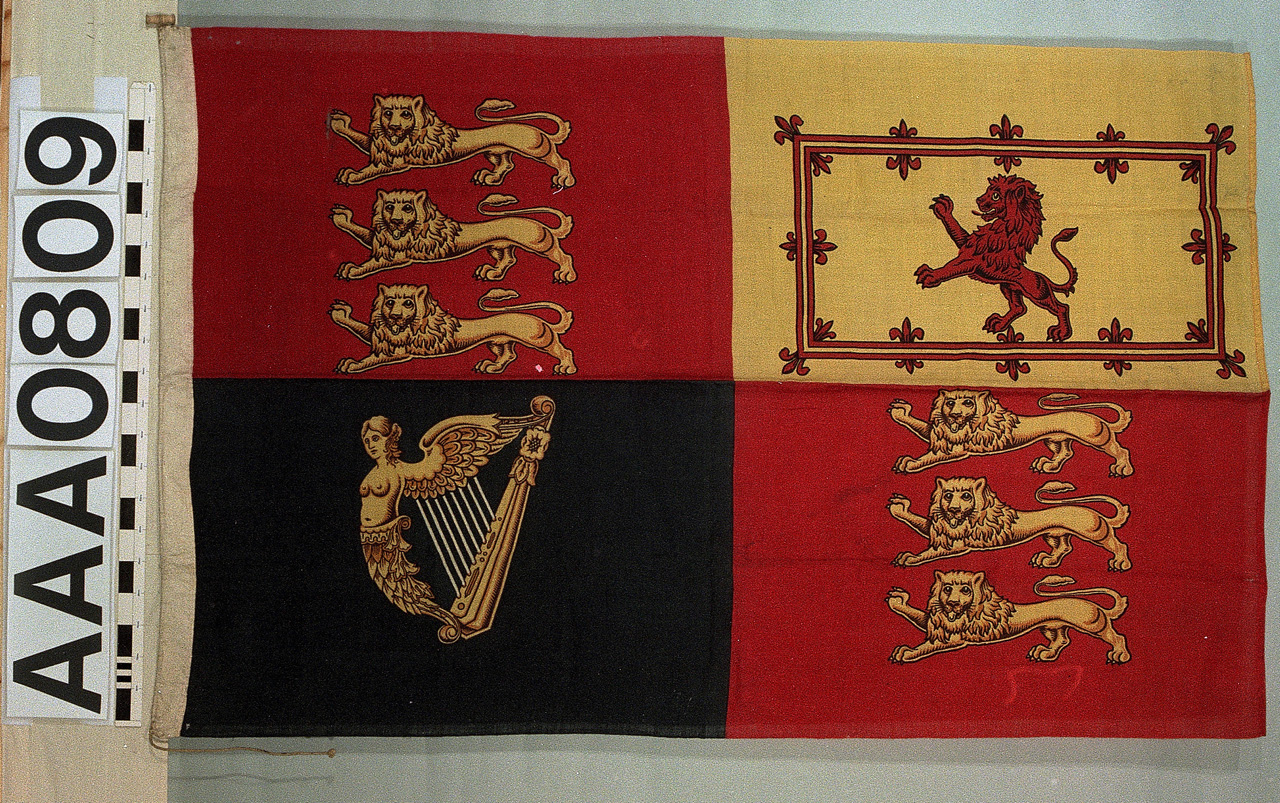
Exemplaire du XXe siècle (National Maritime Museum).